# بنجامين فرانكلين بلدسو
بنجامين فرانكلين بلدسو (بالإنجليزية: Benjamin Franklin Bledsoe)‏ هو محامي وقاضي أمريكي، ولد في 8 فبراير 1874، وتوفي في 30 أكتوبر 1938.